# Rafael Guzmán
Rafael David Guzmán Reverón (Caracas, Venezuela, 13 de agosto de 1971) es un abogado y político venezolano. Fue diputado a la Asamblea Nacional en su IV Legislatura , por el circuito 4 del estado Miranda, que comprende las parroquias Guarenas, Guatire, Araira, Caucagüita, Filas de Mariche y La Dolorida.

## Biografía
Graduado de bachiller del Colegio San Ignacio de Loyola, estudió derecho en la Universidad Santa María e hizo un posgrado en derecho económico en la Universidad Católica Andrés Bello. 
Trabajó en el Servicio Nacional Integrado de Administración Aduanera y Tributaria (SENIAT). Desde el año 2000 forma parte del equipo político de Henrique Capriles. Ese año asumió la labor como consultor jurídico de la alcaldía de Baruta, allí estuvo hasta el año 2008 cuando fue nombrado por el recién electo gobernador del estado Miranda Henrique Capriles como procurador general del estado.
En 2009, mientras ejercía como procurador, Rafael Guzmán reveló irregularidades arrastradas de la gestión del exgobernador Diosdado Cabello, por lo que pidió a la Fiscalía General la apertura de una investigación sobre el caso.
Guzmán reveló que se registraron manejos irregulares que devinieron en daño al patrimonio público por 280 millones de bolívares fuertes. Denunció 16 casos de irregularidades relacionadas con el cuerpo de bomberos, la policía del estado y el Instituto de Vivienda, siendo esta última la más grave, donde 1800 familias fueron afectadas por no ejecutarse proyectos de congestión habitacional. Estas denuncias llevadas a la fiscalía jamás fueron investigadas.

## Carrera política
Milita en el partido Primero Justicia, y en las elecciones legislativas del 2010 fue elegido como diputado suplente en la lista del estado Miranda, desempeñándose en la comisión Permanente de Finanzas y Desarrollo Económico de la Asamblea Nacional.
El 6 de diciembre de 2015 fue elegido diputado a la Asamblea Nacional por el circuito 4 del estado Miranda, que comprende las parroquias de Caucagüita, La Dolorita, Filas de Mariche (Petare, municipio Sucre); Guarenas (municipio Plaza); Guatire y Araira (municipio Zamora), con un total de 135.969 votos. El circuito por el que resultó elegido fue uno de los más emblemáticos de la elección parlamentaria por ser considerado un bastión electoral del oficialismo venezolano.[cita requerida]
Desde su instalación el 5 de enero de 2016, Rafael Guzmán es miembro de la Comisión Permanente de Finanzas y Desarrollo Económico y presidente de la Subcomisión de Políticas Financieras y Tributarias, esta última encargada de la elaboración del proyecto de reforma a la Ley del Banco Central de Venezuela. La propuesta legislativa está enfocada en rescatar la transparencia, autonomía e institucionalidad del máximo banco emisor venezolano, así como la recuperación de la función contralora del parlamento al BCV. Esta reforma fue aprobada en segunda discusión el 3 de marzo de 2016 y es la primera ley sancionada y remitida a presidencia para su promulgación por ese periodo de Asamblea Nacional.[cita requerida]
Fue presidente de la Comisión Permanente de Finanzas y Desarrollo Económico de la Asamblea Nacional de Venezuela en 2018. En 2021 anunció públicamente que culminaba su mandato como diputado.